# More Than a Married Couple, But Not Lovers
More Than a Married Couple, But Not Lovers (jap. 夫婦以上、恋人未満。 Fūfu ijō, koibito miman.) – manga autorstwa Yūki Kanamaru, publikowana na łamach magazynu „Young Ace” wydawnictwa Kadokawa Shoten od marca 2018. Na jej podstawie Studio Mother wyprodukowało serial anime, który emitowano od października do grudnia 2022.

## Fabuła
Licealista Jirō Yakuin jest zakochany w swojej przyjaciółce z dzieciństwa, Shiori Sakurazace. Kiedy ich szkoła wprowadza obowiązkowe „szkolenie małżeńskie”, polegające na ćwiczeniu bycia parą małżeńską, Jirō ma nadzieję na partnerstwo z Shiori. Postępy uczniów jako par są oceniane za pomocą systemu punktów. Ostatecznie Jirō zostaje dobrany z popularną gyaru, Akari Watanabe, która liczyła, że będzie w parze z jej sympatią, Minamim Tenjinem, który z kolei znajduje się w parze z Shiori. Mimo dzielących ich różnic Jirō i Akari decydują się zdobyć wystarczającą liczbę punktów, aby móc zamienić się partnerami i znaleźć się w parach z osobami, które naprawdę kochają.

## Bohaterowie

### Główni
- Akari Watanabe (jap. 渡辺 星 Watanabe Akari)

Seiyū: Saori Ōnishi 
Gyaru i główna bohaterka serii, która zostaje partnerką Jirō podczas treningu dla par. Podczas gdy Akari prezentuje ekstrawertyczną i pewną siebie naturę, w głębi duszy jest bardzo miła, nieśmiała i życzliwa wobec swoich przyjaciół i bliskich. Jej marzeniem jest stać się partnerką Minamiego w treningu, i zrobi wszystko, co w jej mocy, aby osiągnąć ten cel. Jednak, w miarę jak historia się rozwija, traci zainteresowanie Minamim i zakochuje się w Jirō na poważnie. Teraz jej nowym celem jest stać się prawdziwą parą z Jirō, ale boryka się z wyrażeniem swoich uczuć i radzeniem sobie z własnymi niepewnościami.
- Jirō Yakuin (jap. 薬院 次郎 Yakuin Jirō)

Seiyū: Seiichirō Yamashita 
Główny bohater serii, który został zmuszony do stworzenia pary treningowej z Akari Watanabe. To nieśmiały i nieporadny introwertyk, który boryka się z problemami niskiego poczucia własnej wartości, ale w głębi serca jest bardzo życzliwy i pracowity. Lubi grać w gry wideo na przenośnej konsoli. Jego głównym celem jest utworzenie pary z jego przyjaciółką z dzieciństwa, Shiori, i zrobi wszystko, aby ten cel osiągnąć. Wraz z rozwojem fabuły, mimo swoich uczuć do Shiori, odkrywa, że zaczyna czuć głębsze emocje do Akari i staje się coraz trudniej ją odpuścić.
- Shiori Sakurazaka (jap. 桜坂 詩織 Sakurazaka Shiori)

Seiyū: Saki Miyashita 
Przyjaciółka z dzieciństwa Jirō i jego pierwsza miłość. Shiori to nieśmiała i życzliwa dziewczyna, która zostaje partnerką Minamiego w treningu dla par. Ku niewiedzy Jirō, również żywi wobec niego uczucia i liczy na zdobycie wystarczającej liczby punktów, aby móc być razem z nim w parze. Jej najlepszą przyjaciółką jest Mei, która skrycie ją kocha, ale nie odważa się wyznać jej swoich uczuć.

### Poboczni
- Minami Tenjin (jap. 天神 岬波 Tenjin Minami)

Seiyū: Toshiki Masuda 
Szkolna gwiazda i obiekt westchnień praktycznie każdej dziewczyny, w tym Akari, która liczyła na to, że zostanie jego partnerką podczas treningu dla par. Jednakże, z powodu okoliczności, zostaje partnerem Shiori podczas treningu. W czasie wakacji, Akari wyznaje mu swoje uczucia, jednak ten delikatnie ją odrzuca, ujawniając, że ma niespełnione uczucia do kobiety z przeszłości. Ta kobieta to Nozomi, jego była nauczycielka, która wyszła za jego starszego brata. Sugeruje się, że jego podejście do miłości jest zniechęcone ze względu na to, że przypadkiem zobaczył Nozomi i jego brata podczas stosunku seksualnego. Dzięki tej rozmowie, Minami pomaga Akari zdać sobie sprawę z tego, że jest zakochana w Jirō i życzy jej powodzenia w zdobyciu jego serca.
- Sadaharu Kamo (jap. 加茂 貞春 Kamo Sadaharu)

Seiyū: Shō Nogami 
Najlepszy przyjaciel Jirō w szkole średniej, jedyna osoba, z którą chętnie rozmawia, pomimo swojej introwertycznej natury. Podobnie jak Jirō, Sadaharu ma pecha w miłości i woli kobiety „2D” niż prawdziwe, aby uniknąć złamania serca. Mimo to, Sadaharu jest dobrym człowiekiem i chętnie pomaga swojemu przyjacielowi w potrzebie.
- Sachi Takamiya (jap. 高宮 サチ Takamiya Sachi)

Seiyū: Minami Takahashi 
Jedna z najlepszych przyjaciółek Akari, która jest otwarta i asertywna, ale mądrzejsza niż się wydaje. Zwykle widziana jest razem z Natsumi, ponieważ obie dziewczyny pomagają Akari w cennych radach życiowych. Po wakacjach stara się pomóc Akari w uwiedzeniu Jirō, dając jej liczne rady.
- Natsumi Ōhashi (jap. 大橋 ナツミ Ōhashi Natsumi)

Seiyū: Azumi Waki 
Jedna z najlepszych przyjaciółek Akari, która jest trochę roztrzepana, ale w gruncie rzeczy miła. Zazwyczaj widywana jest razem z Sachi, jako że obie dziewczyny pomagają Akari w cennych radach życiowych. Po wakacjach stara się pomóc Akari w uwiedzeniu Jirō, dając jej liczne rady.
- Shū Terafune (jap. 寺船 周 Terafune Shū)

Seiyū: Shūichi Uchida 
Przyjaciel Minamiego, który podkochuje się w Akari. Nienawidzi Jirō za jego niezdecydowanie wobec Akari, mimo że ma ją za „żonę”, i deklaruje, że będzie walczył o miłość Akari i zabierze ją od Jirō.
- Mei Hamano (jap. 浜野 めい Hamano Mei)

Seiyū: Yui Ogura 
Najlepsza przyjaciółka Shiori. Jest życzliwa i wspierająca, ale także stanowcza i sprawiedliwa, kiedy trzeba. Zachęca Shiori do walki o miłość Jirō, mimo że jest on związany z Akari. Podobnie jak Shū, uważa, że niezdecydowanie Jirō jest przeszkodą, czasami stawiając na swoim i zachęcając go do walki o to, czego pragnie.

## Manga
Pierwszy rozdział mangi został opublikowany 2 marca 2018 w magazynie „Young Ace”. Następnie wydawnictwo Kadokawa Shoten rozpoczęło zbieranie rozdziałów do wydań w formacie tankōbon, których pierwszy tom ukazał się 26 października tego samego roku. Według stanu na 4 marca 2025, do tej pory wydano 13 tomów.
| Nr | Data wydania (język japoński) | ISBN (język japoński)  |
| -- | ----------------------------- | ---------------------- |
| 1  | 26 października 2018          | ISBN 978-4-04-107484-8 |
| 2  | 26 marca 2019                 | ISBN 978-4-04-108019-1 |
| 3  | 26 września 2019              | ISBN 978-4-04-108590-5 |
| 4  | 3 kwietnia 2020               | ISBN 978-4-04-109101-2 |
| 5  | 4 listopada 2020              | ISBN 978-4-04-110704-1 |
| 6  | 4 czerwca 2021                | ISBN 978-4-04-111364-6 |
| 7  | 3 grudnia 2021                | ISBN 978-4-04-112113-9 |
| 8  | 2 maja 2022                   | ISBN 978-4-04-112483-3 |
| 9  | 4 października 2022           | ISBN 978-4-04-112962-3 |
| 10 | 2 maja 2023                   | ISBN 978-4-04-113390-3 |
| 11 | 4 grudnia 2023                | ISBN 978-4-04-114240-0 |
| 12 | 4 czerwca 2024                | ISBN 978-4-04-114995-9 |
| 13 | 4 marca 2025                  | ISBN 978-4-04-115933-0 |

## Anime
Adaptacja anime w oparciu o mangę została zapowiedziana 22 listopada 2021. Później potwierdzono, że będzie to seria telewizyjna wyprodukowana przez Studio Mother i wyreżyserowana przez Junichiego Yamamoto wraz z Takao Kato. Scenariusz napisał Naruhisa Arakawa, postacie zaprojektowała Chizuru Kobayashi, a muzykę skomponowała Yuri Habuka. Serial był emitowany od 9 października do 25 grudnia 2022 w AT-X i innych stacjach. Motywem otwierającym jest „TRUE FOOL LOVE” autorstwa Liyuu, końcowym zaś „Stuck on You” w wykonaniu Nowlu. Prawa do dystrybucji serii nabył Crunchyroll.

### Lista odcinków
| №  | Tytuł | Premiera             |
| -- | --- | -------------------- |
| 1  | Living in the Same Place, but Not Living Together. Dōkyo ijō, dōsei miman. (同居以上、同棲未満。)          | 9 października 2022  |
| 2  | Imagined, but Not Real. Mōsō ijō, genjitsu miman. (妄想以上、現実未満。)                                   | 16 października 2022 |
| 3  | Broken Up, and Not Rekindled. Hakyoku ijō, fukuen miman. (破局以上、復縁未満。)                            | 23 października 2022 |
| 4  | A Hero, but Not the Main Character. Yūsha ijō, shujinkō miman. (勇者以上、主人公未満。)                    | 30 października 2022 |
| 5  | More Than a Nosebleed, but Less Than a Kiss. Hanaji ijō, kisu miman. (鼻血以上、キス未満。)                | 6 listopada 2022     |
| 6  | A Male Virgin, but No Female Virgin. Dōtei ijō, shojo miman. (童貞以上、処女未満。)                        | 13 listopada 2022    |
| 7  | Fireworks, but No Embrace. Hanabi ijō, hōyō miman. (花火以上、抱擁未満。)                                  | 20 listopada 2022    |
| 8  | An Entreaty, but No Reassurance. Aigan ijō, anshin miman. (哀願以上、安心未満。)                           | 27 listopada 2022    |
| 9  | More Than a Childhood Friend, but Not True Love. Osananajimi ijō, honmei miman. (幼なじみ以上、本命未満。) | 4 grudnia 2022       |
| 10 | ’Already’ Has Passed, but Not ’Yet.’ Ōruredi ijō, yetto miman. (already以上、yet未満。)                    | 11 grudnia 2022      |
| 11 | More Than a Confession, but Not Yet a Broken Heart. Kokuhaku ijō, shitsuren miman. (告白以上、失恋未満。)  | 18 grudnia 2022      |
| 12 | Done, Being Less Than Love. Ijō, ren’ai miman. (以上、恋愛未満。)                                          | 25 grudnia 2022      |